# Lafferty (Ohio)
Lafferty é um lugar designado pelo censo localizado no condado de Belmont no estado estadounidense de Ohio. No Censo de 2010 tinha uma população de 304 habitantes e uma densidade populacional de 123,55 pessoas por km².

## Geografia
Lafferty encontra-se localizado nas coordenadas 40° 07′ 00″ N, 81° 01′ 19″ O. Segundo a Departamento do Censo dos Estados Unidos, Lafferty tem uma superfície total de 2.46 km², da qual 2.42 km² correspondem a terra firme e (1.47%) 0.04 km² é água.

## Demografia
Segundo o censo de 2010, tinha 304 pessoas residindo em Lafferty. A densidade populacional era de 123,55 hab./km². Dos 304 habitantes, Lafferty estava composto pelo 97.04% brancos, o 0.99% eram afroamericanos, o 0.33% eram amerindios, o 0.33% eram asiáticos, o 0% eram insulares do Pacífico, o 0% eram de outras raças e o 1.32% pertenciam a duas ou mais raças. Do total da população o 0.99% eram hispanos ou latinos de qualquer raça.